# Schizocyathidae
Schizocyathidae es una familia de corales marinos que pertenecen al orden Scleractinia de la clase Anthozoa.  
Todas las especies carecen de zooxantelas. Son pólipos solitarios de vida libre, anclados o sin anclarse al sustrato, que suelen hallarse en fondos arenosos o rocosos. 
Sus coralitos son ligeros y esponjosos, de forma cilíndrica o subcilíndrica. Los centros de calcificación septal están muy juntos, pero, normalmente bien diferenciados. Tienen septos organizados hexameralmente en ciclos. Las caras de los septos están adornadas.  Según el género, poseen o carecen de columela.
Se distribuyen en las aguas tropicales y subtropicales del océano Atlántico occidental, y  en el Atlántico oriental en España, Portugal y Marruecos. Entre 48 y 3.438 m de profundidad.

## Géneros
El Registro Mundial de Especies Marinas, WoRMS en inglés, incluye los siguientes géneros:
- Pourtalocyathus. Cairns, 1979
- Schizocyathus. Pourtalès, 1874
- Temnotrochus. Cairns, 1995